# Lovin’ You
«Lovin’ You» (с англ. — «Люблю тебя») — песня, записанная американской певицей Минни Рипертон для её второго студийного альбома Perfect Angel (1974). Она была написана Рипертон и Ричардом Рудольфом, продюсером выступил также Стиви Уандер. В качестве сингла песня была выпущена 13 января 1975 года.
Песня достигла вершины американского чарта Billboard Hot 100 5 апреля 1975 года. Кроме того, она достигла второго места в британском UK Singles Chart и третьего в Billboard R&B Songs. В США он занял тринадцатое место в годовом списке Billboard Year-End Hot 100 singles.
8 апреля 1975 года «Lovin’ You» был сертифицирован RIAA как золотой в США за продажи более миллиона копий. 1 мая 1975 года BPI также сертифицировал сингл как серебряный в Великобритании за продажи превысившие двести пятьдесят тысяч копий.

## Чарты

### Еженедельные чарты
| Чарт (1975)                           | Пиковая позиция |
| ------------------------------------- | --------------- |
| Австралия (Kent Music Report)         | 5               |
| Бельгия/Фландрия (Ultratop 50)        | 7               |
| Канада (RPM Top Singles)              | 3               |
| Канада (RPM Adult Contemporary)       | 5               |
| Нидерланды (Single Top 100)           | 6               |
| Новая Зеландия (Recorded Music NZ)    | 11              |
| Великобритания (OCC UK Singles)       | 2               |
| США (Billboard Hot 100)               | 1               |
| США (Billboard Adult Contemporary)    | 4               |
| США (Billboard Hot R&B/Hip-Hop Songs) | 3               |

### Годовые чарты
| Чарт (1975)                              | Позиция |
| ---------------------------------------- | ------- |
| Австралия (Kent Music Report)            | 38      |
| Канада (PMR)                             | 56      |
| Нидерланды (Single Top 100)              | 82      |
| Великобритания (Official Charts Company) | 24      |
| США (Billboard Hot 100)                  | 13      |

## Сертификации и продажи
| Регион                                                      | Сертификация | Продажи    |
| ----------------------------------------------------------- | ------------ | ---------- |
| Великобритания (BPI)                                        | Серебряный   | 250 000^   |
| США (RIAA)                                                  | Золотой      | 1 000 000^ |
| ^ Данные о тиражах приведены только на основе сертификации. |              |            |